# جون تورنر (سياسي أسترالي)
جون تورنر (بالإنجليزية: John Turner)‏ هو سياسي أسترالي، ولد في 22 أبريل 1949. انتخب عضو الجمعية التشريعية نيو ساوث ويلز.